# Liste der Kulturdenkmäler in Bodenbach
In der Liste der Kulturdenkmäler in Bodenbach sind alle Kulturdenkmäler der rheinland-pfälzischen Ortsgemeinde Bodenbach aufgeführt. Grundlage ist die Denkmalliste des Landes Rheinland-Pfalz (Stand: 17. Juli 2023).

## Einzeldenkmäler
| Bezeichnung                           | Lage                               | Baujahr | Beschreibung                                                                                                  | Bild                           |
| ------------------------------------- | ---------------------------------- | ------- | --- | ------------------------------ |
| Wegekreuz                             | Hauptstraße, bei Nr. 6 Lage        | 1803    | Sockelkreuz, Basalt, bezeichnet 1803                                                                          | BW                             |
| Katholische Pfarrkirche St. Apollonia | Kirchstraße 4 Lage                 | 1829    | klassizistischer Saalbau, bezeichnet 1829, 1950 erweitert und erhöht; Balkenkreuz, Mitte des 18. Jahrhunderts | weitere Bilder Fotos hochladen |
| Stationenweg Sieben Schmerzen Mariä   | südlich des Ortes an der K 65 Lage | 1816    | Stationen in Form von Heiligenhäuschen, 1816 gestiftet, 1916 erneuert                                         | BW                             |